# Tornabous
Tornabous é um município da Espanha na comarca de Urgel, província de Lérida, comunidade autónoma da Catalunha. Tem 24,2 km² de área e em 2021 tinha 826 habitantes (densidade: 34,1 hab./km²).

## Demografia
| Variação demográfica do município entre 1991 e 2004[carece de fontes?] | Variação demográfica do município entre 1991 e 2004[carece de fontes?] | Variação demográfica do município entre 1991 e 2004[carece de fontes?] | Variação demográfica do município entre 1991 e 2004[carece de fontes?] |
| ---------------------------------------------------------------------- | ---------------------------------------------------------------------- | ---------------------------------------------------------------------- | ---------------------------------------------------------------------- |
| 1991                                                                   | 1996                                                                   | 2001                                                                   | 2004                                                                   |
| 884                                                                    | 830                                                                    | 796                                                                    | 824                                                                    |